# Кјокутеј Бакин
Кјокутеј Бакин (曲亭馬琴, 4. јул 1767 — 1. децембар 1848) је јапански гесаку писац познат по својим делима Nansō Satomi Hakkenden (Летописи Осам Паса Хероја) и Chinsetsu Yumiharizuki (Необичне приче полумесеца). Обе књиге су пример деветнаестовековне јомихон, или "књига за читање"(наспраман сликовница и књига за рецитовање).

## Биографија
Рођен је као Такизава Окикуни (滝沢興邦) , писао је под псеудонимом Кјокутеј Бакин (曲亭馬琴), чији се канџи може прочитати као "kuruwa de makoto", односно човек који је у потпуности одан куртизанама. У каснијем периоду свог живота узима име Току (解). Данас се најчешће назива Кјокутеј Бакин, или само Бакин.
Рођен је у Едоу (данашњи Токио) 4. јула 1767, пети син Омоне и Окијошија. Његов отац, Окијоши, био је самурај који је служио једном од Шогунских управника, Матсудаири Нобунари. Његова два старија брата су преминула док су били деца, док су друга два, Рабун (1759–1798) и Кејчу (1765–1786) имали значајну улогу у Бакиновом животу. Имао је и две млађе сестре, Охису, рођену 1771. и Окику, рођену 1774.
У својим дневницима, Бакин је писао да је његов отац, алкохоличар, био посвећен науци и традицији, као и марљив у свом раду као самурај. Умро је 1775, док је Бакин имао девет година, од последица алкохола. Бакиновој породици је смањена имовина за половину, а у децембру следеће године Рабун је одустао од своје службе Матсудаири клану и отишао да живи као ронин. Бакин и његова породица су присиљени да се преселе у још мању кућу као последица.
На крају Рабин је ступио у нову службу, и 1778. Бакинова мајка се претварала да је болесна како би се преселила код њега. Бакин је ступио у службу унука вође Матсудаири клана, где су сурово постпупали са њим, па је побегао кад у својој четрнаестој години. Оставио је следећу поруку као разлог одласка:

こがらしに
思い立ちけり
神の旅
Расхлађен зимским ветром,
Одлучио сам
Путовати са боговима.
Писање "Летописа Осам Паса Хероја" трајало је 28 година (1814–1842), у том периоду Бакин је ослепео и изгубио жену и сина. Састоји се из 106 томовова, једна је од највећих светских новела. Последње делове је диктирао својој ташти. Иако је рођен као самурај нижег реда, Бакин се одрекао своје титуле како би постао писац. Теме његових дела су везана за самураје, лојалност и породицу, част, Конфуцијанизам и будистичку филозофију.